# Louis, Duce de Vendôme
Louis de Bourbon (decembrie 1612 – 6 august 1669), a fost Duce de Mercœur și Duce de Vendôme, și nepot al regelui Henric al IV-lea al Franței și a metresei acestuia, Gabrielle d'Estrées. A fost Duce de Vendôme din 1665 până la moartea tatălui său.

## Biografie
A fost fiul cel mare al lui César de Bourbon, duce de Vendôme și a Françoise de Lorena. Tatăl său a fost fiul nelegitim al regelui Henric al IV-lea al Franței și a metresei acestuia, Gabrielle d'Estrées.
Louis s-a căsătorit la 4 februarie 1651 cu Laura Mancini, nepoata Cardinalului Mazarin. Împreună au avut trei copii:
- Louis Joseph de Bourbon (1654–1712), Duce de Vendôme și mareșal al Franței; căsătorit cu Marie Anne de Bourbon, fiica lui Henri Jules, Prinț de Condé și Anne Henriette de Bavaria, fără copii;
- Philippe de Bourbon (1655–1727), ultimul Duce de Vendôme; celibatar, fără copii.
- Jules César de Bourbon (1657–1660) a murit la vârsta de trei ani.

A avut o carieră militară și a devenit guvernator de Provence în 1640.
După decesul soției sale în 1657, a intrat în rândul Bisericii și a devenit cardinal. După decesul său, copii lui au fost crescuți de cumnata sa, Marie Anne Mancini, soția lui  Godefroy Maurice de La Tour d'Auvergne. Nici unul dintre copii săi nu au avut descendenți.